# ジェンスン・フアン
ジェンスン・フアン（英: Jen-Hsun "Jensen" Huang、繁: 黃 仁勳、こうじんくん、1963年2月17日 -　）は、台湾系アメリカ人の起業家、実業家。グラフィック・プロセッサ会社のNVIDIAを共同設立し、社長兼CEOを務めている。
フォーブズの推計によると、2024年6月時点で純資産額は約1187億ドル（約18兆7000億円）で世界で11番目に裕福な人物である。

## 若年期
1963年、台湾の台南市で生まれた。
5歳で家族とともにタイへ移住。会社の研修で滞米経験のあった父親の希望で、9歳で親元を離れ、親戚のいるワシントン州タコマに兄ともに転居。
10歳でケンタッキー州オネイダの寄宿学校に移り、その後渡米した両親とともにオレゴン州で暮らす。ポートランドのアロア高等学校卒。
1984年にオレゴン州立大学で電気工学の学士号を、1992年にスタンフォード大学で電気工学の修士号を取得した。

## 経歴
大学卒業後、LSIロジックのSun Microsystemsを担当するDirector of Sales及びAdvanced Micro Devices, Inc. (AMD)でマイクロプロセッサの設計者となった。1993年の30歳の誕生日である2月17日に、Nvidiaを共同設立し、現在に至るまでCEO兼社長を務めている。2016年時点で、約13億アメリカドル相当のNvidia株を保有している。2007年にCEOとして2460万ドルを稼ぎ、フォーブズ誌のアメリカの高額CEOランキングの61位につけた。

## 慈善活動
自身の母校であるスタンフォード大学に3000万ドルを寄贈し、ジェンスン・フアン・スクール・オブ・エンジニアリング・センターを建設した。この建物はスタンフォード大学の Science and Engineering Quadを構成する4つの建物のうちの2番目のものである。オレゴン州ポートランドのBoora Architectsにより設計された。
企業及び世界に対する慈善活動の両方の業績により、2007年にSilicon Valley Education FoundationのPioneer Business Leader Awardを受賞した。

## 受賞歴
アーンスト・アンド・ヤングにより、1999年にEntrepreneur of the Year in High Technology（高度技術におけるその年の起業家）に選出された。
2003年、Fabless Semiconductor AssociationのDr. Morris Chang Exemplary Leadership Awardを受賞した。これはファブレス半導体業界の発展、革新、成長及び長期的機会を促進する特別な貢献をした人物として認めるものである。2003年のNational Finalist for the EY Entrepreneur of the Year Award、1999年のAward Recipient for the Northern California regionも受賞している。
さらに、南カリフォルニア大学のDaniel J. Epstein Engineering Management Awardの受賞者でもあり、オレゴン州立大学の同窓会フェローにも選ばれている。
2009年6月13日の式において、オレゴン州立大学から名誉博士号を授与された。
2020年IEEEファウンダーズメダル、2025年クイーンエリザベス工学賞を受賞。

## 私生活
オレゴン州立大学時代に、当時研究室の同僚で現在の妻ロリと出会っている。2人の子供がいる。
記者会見や講演では黒い革のジャンパーを着ることが多く、トレードマークとなっている。
来日時には九州じゃんがらの赤坂店を訪れるという。
NVIDIAと関わりが深いTSMCの創業者であるモリス・チャン（張忠謀）と交流があり、かつてTSMCのCEOを打診されるも断ったことがある。
AMD社長兼CEOのリサ・スーは遠縁にあたると言う記事を一旦は否定したが、その後認める発言をするなど異なった見解を示している。 企業家系の研究者は、スーの母方の祖父とフアンの母が兄妹であるとしている。